# Turanogryllus jammuensis
Turanogryllus jammuensis är en insektsart som först beskrevs av Bhowmik 1967.  Turanogryllus jammuensis ingår i släktet Turanogryllus och familjen syrsor. Inga underarter finns listade i Catalogue of Life.